# 張思齊
張思齊（1471年—1538年），字希賢，别號竹岡主人，湖廣黃州府蘄州人，軍籍，明朝政治人物。

## 生平
弘治八年（1495年）乙卯科湖廣鄉試第四名舉人。弘治十八年（1505年）中式乙丑科會試第二百九十二名，三甲第七十九名進士。授廣東四會知縣，升亳州知州，正德七年（1512年）五月平白莲教趙景隆作乱，升鳳陽府同知，仍管亳州事，九年二月升四川按察司佥事，奉敕提督水利，十三年六月平定崇庆州民甘志宽之乱，七月升本司副使，兵备建昌，十四年六月因天全六番招讨高继恩之乱被逮问。世宗继位，起补陕西副使，十六年六月调任山东按察司副使，管理霸州兵备。嘉靖八年（1529年）以荐起复廣東按察司副使，瓊州兵备，九月升本司按察使，晋廣西右布政使，轉廣東左布政使，十二年二月因足疾乞致仕。
張思齊墓，2013年在蕲州镇菩堤村被发现。墓誌銘由左副都御史劉節撰文，左谕德張治篆额，監察御史馮天馭書丹。

## 家族
曾祖張珍；祖父張通，知縣；父張文，通判。母陳氏（封孺人）。永感下。第二子张仁，嘉靖七年戊子舉人，官通判。